# Wenzel Aloys Stütz
Wenzel Aloys Stütz (* 28. September 1772 in Schwäbisch Gmünd; † 13. Mai 1806 in Schwäbisch Gmünd) war ein Arzt und medizinischer Schriftsteller. Er wirkte als Stadtarzt in Schwäbisch Gmünd.
Stütz war der Sohn des aus Weiler in den Bergen gebürtigen Wundarztes Joseph Stütz (1747–1799), der ab 1772 als Stadtchirurg in der Reichsstadt Schwäbisch Gmünd tätig war. Seine Studien absolvierte Wenzel Aloys Stütz ab 1790 in Würzburg, 1794 in Wien und ab 1795 in Altdorf, wo er 1795 mit einer Studie über die Physiologie von John Brown promovierte. 1797 wurde er Zweiter Stadtphysicus von Schwäbisch Gmünd, 1799 Erster. 
Zu seinen wichtigsten Schriften zählt eine Arbeit über den Wundstarrkrampf (1804), in der er ein von ihm gefundenes Heilmittel erörterte. An der Gründung der Vaterländischen Gesellschaft der Ärzte und Naturforscher Schwabens 1801 war Stütz maßgeblich beteiligt.
Sein Freund Johann Gottfried Pahl würdigte ihn in den Denkwürdigkeiten als genialen und scharfsinnigen Arzt und Philosophen, der, wenn er länger gelebt hätte, europäischen Ruhm erlangt hätte.

## Familie
Stütz heiratete am 11. Juni 1796 die Tochter des Bürgermeisters Benedikt Storr, Barbara Storr (sie starb schon 1801). Sein Sohn Eduard (1798–1844), der Tierarzt wurde, lebte in dürftigsten Verhältnissen. Der Bruder von Wenzel Aloys, Bernhard Stütz (1780–1861), wirkte als Chirurg und Tierarzt in Wien.

## Werke
- Dissertatio Inauguralis Medica Exhibens Examen Systematis Brunoniani Physiologici. Dissertation Altdorf 1795 (Digitalisat der ULB Halle).
- Über Medicin und Chirurgie in Beziehung auf den Staat. Stuttgart 1803 (Digitalisat der ULB Düsseldorf).
- Abhandlung über den Wund-Starrkrampf. Stuttgart 1804.
- Schriften physiologischen und medicinischen Inhalts. Berlin 1805.

Daneben verfasste Stütz eine Reihe von Aufsätzen und Rezensionen in gelehrten Zeitschriften (aufgrund der Tätigkeit für die Jenaische Allgemeine Literaturzeitung erscheint er in Goethes Briefwechsel) und dem Schwäbisch Gmünder Wochenblatt.